# Gianluca Ambrosetti
Gianluca Ambrosetti (* 10. August 1974 in Zürich, Schweiz) ist ein Schweizer Physiker und Jazzmusiker (Saxophone, Komposition).

## Leben und Wirken
Ambrosetti wuchs als Sohn des Trompeters und Industriellen Franco Ambrosetti und seiner Frau Ursula im Tessin auf. Nach der Matura 1994 studierte er bis 1997 Jazz-Saxophon in Boston, Lausanne und Paris, um als professioneller Musiker zu arbeiten. Von 1997 bis 2003 absolvierte er ein Masterstudium an der Universität Bologna in Theoretischer Physik. Als Berater der Handelskammer des Kantons Tessin erstellte er ein Gutachten über alternative Energieantriebe im Strassenverkehr, wo er sich vor allem mit der Wasserstoff-Technologie beschäftigte. Nach einer Zeit in der Industrie, während der er als technischer Leiter der neu eingerichteten RFID-Abteilung von Finser Packaging SA tätig war, begann er 2007 ein Promotionsstudium an der ETH Lausanne, das er 2010 mit einer Doktorarbeit über Isolator-Leiter-Übergänge in polymeren Nanomaterialien aus Graphit abschloss. 2011 wurde er dafür mit dem EPFL Prix Professor René Wasserman ausgezeichnet.
2011 bis 2015 leitete er eine Forschungsgruppe bei Airlight Energy, einer Firma, die sich mit Sonnenenergie beschäftigt. Über Ergebnisse der Arbeiten berichtete er unter anderem auf der TED 2014. 2016 gründete er die Firma Synhelion, die solare Treibstoffe (aus Sonnenlicht und Kohlendioxid) entwickelt.
Daneben ist er weiterhin als Saxophonist tätig. So ist er immer wieder in den Bands seines Vates zu hören, tritt aber auch mit anderen Gruppen wie Jazz Fantasy auf und schrieb die Musik zum Kurzfilm La princesse Recherche. Auch leitet er ein eigenes Trio und ein Quartett mit Dado Moroni. Von den Kritikern wird er als fantasiereicher Improvisator herausgestellt. Tom Lord verzeichnet zwischen 1999 und 2018 zwölf Aufnahmen mit ihm.

## Diskographische Hinweise
- Franco Ambrosetti: European Legacy (mit Dado Moroni, François Moutin, Daniel Humair; Enja 2003)
- Jazz Fantasy: Between (mit Michele Giro, Norbert Dalsass, Roman Hinteregger; Spasc(h) 2006)
- Franco Ambrosetti: Liquid Gardens (mit Dado Moroni, Michael Zisman, Sébastien Boisseau, Daniel Humair; Enja 2006)
- Franco Ambrosetti: Cycladic Moods (mit Abraham Burton, Geri Allen, Heiri Känzig, Nasheet Waits; Enja 2012)
- Franco Ambrosetti: After the Rain (mit Greg Osby, Dado Mononi, Buster Williams, Terri Lyne Carrington; Enja 2015)